# Gilles Baum
Pour les articles homonymes, voir Baum.
Gilles Baum, né le 16 janvier 1973 à Luxembourg (Luxembourg), est un instituteur et homme politique luxembourgeois, membre du Parti démocratique (DP) et chef de fraction à la Chambre des députés depuis janvier 2020.

## Biographie

### Études et formations
Originaire de la commune de Junglinster, Gilles Baum obtient son baccalauréat en section D-économie au Lycée de garçons de Luxembourg (LGL) puis il poursuit ses études à l'Institut supérieur d'études et de recherches pédagogiques (lb) (ISERP). 

### Carrière professionnelle
En 1992, il commence sa carrière d'instituteur à Roodt-sur-Syre, où il enseigne pendant près de vingt ans, jusqu'en 2013 lorsqu'il fait son entrée au Parlement.

### Parcours politique

#### Politique locale
En 1996, Gilles Baum devient membre du Parti démocratique et fonde une section du mouvement de jeunesse des Jonk Demokraten en français : Jeunes démocrates à Junglinster. À seulement vingt-six ans, il devient membre du conseil communal puis trois ans plus tard échevin. À ce titre, on lui attribue les compétences relatives aux écoles, au sport, à la sécurité routière et à la circulation ainsi que de la gestion du personnel communal. De 2005 à 2017, Gilles Baum préside la fraction DP au sein du conseil communal. À la suite des élections communales de 2017, il redevient échevin de la commune au sein d'une coalition avec le Parti populaire chrétien-social (CSV). En juin 2020, il annonce quitter ses fonctions d'échevin afin de pouvoir se concentrer pleinement sur son travail parlementaire. Le professeur Ben Ries est désigné pour le remplacer.
Réélu au Conseil Communal de Junglinster en juin 2023, il vient épauler le nouveau bourgmestre Ben Ries en tant qu’échevin.  
Après avoir occupé une première fois une fonction au sein du parti en tant que président de la circonscription Est de 2006 à 2009, Gilles Baum est élu secrétaire général du DP le 28 juin 2014.

#### Politique nationale
Lors des élections législatives anticipées du 20 octobre 2013, Maggy Nagel, élue dans la circonscription Est est nommé dans le gouvernement dirigé par Xavier Bettel. En tant que suppléant, Gilles Baum rejoint la Chambre des députés pour lui succéder. Au cours de son premier mandat à la législature nationale, il préside la commission de la Famille et de l'Intégration et est membre de la commission l'Éducation nationale, de l'Enfance et de la Jeunesse, de la Commission de l'Environnement et de la Commission du Développement durable. Tête de liste dans la circonscription Est aux législatives d'octobre 2018, il est réélu directement à la Chambre avec un score qui a doublé depuis les dernières élections. En raison de la mort d'Eugène Berger, Gilles Baum est désigné, d'abord à titre temporaire, comme chef de fraction du Parti démocratique à la Chambre avant d'être confirmé dans cette fonction par ses pairs,.
Lors des élections législatives d’octobre 2023, Gilles Baum est reconduit en tant que député, dans une coalition avec le CSV. Ses collègues députés lui proposent de nouveau le poste de chef de la fraction DP, ce qu’il accepte.
Président de la Commission du Logement, il est aussi président de 3 délégations internationales: APF, PESC et OSCE. Il est également membre du parlament de l’OTAN.

### Vie privée
Gilles Baum est marié et père de quatre enfants. 3 filles et un fils. Le fils est l’enfant ainé. Ils sont nées en 2000, 2002, 2007 et 2013. Gilles Baum a adopté un chien en 2020 qui s'appelle Oreo.